# Gladys West
Gladys Mae West, född Brown den 27 oktober 1930 i Sutherland i Dinwiddie County, Virginia, är en amerikansk matematiker, programmerare och mänsklig räknare.
Hon är känd för sina bidrag till matematisk modellering av jordens form, och för sitt arbete med att utveckla GPS-tekniken. West valdes in i amerikanska flygvapnets Hall of Fame 2018 och hon tilldelades Webby Lifetime Achievement Award i maj 2021.

## Biografi

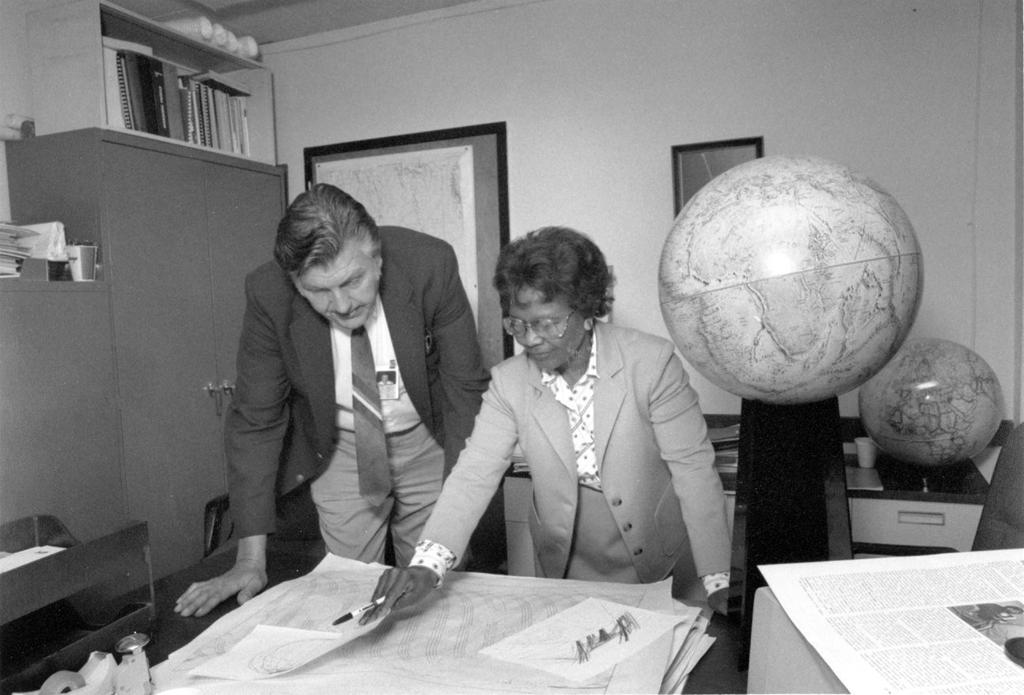
Gladys West och Sam Smith går igenom GPS-data, 1985

West växte upp på en bondgård med tobaksodling i Virginia under 1930-talet. Hon insåg tidigt att hon inte ville fortsätta arbetet på tobaksfälten och satsade på skolan. Som en av två toppelever på sin high school fick West ett stipendium till Virginia State College och följde en lärares rekommendation att fortsätta studera matematik.
Efter examen 1948 arbetade hon en period som lärare innan hon 1956 fick anställning på militärbasen Naval Support Facility Dahlgren med yrkestiteln "Computer" eller mänsklig räknare. På militärbasen var hennes uppgift att räkna på omloppsbanor för de satelliter USA skickade upp i rymden. Hon analyserade data från olika satelliter och kunde på så sätt sätta ihop beräkningar för formen på jordens yta. De beräkningsmodeller som Gladys West tog fram då kunde senare lägga grunden för GPS-tekniken.
När West började sin anställning på Naval Surface Warfare Center var hon en av fyra anställda afroamerikaner på arbetsplatsen. Under denna period var medborgarrättsrörelsen i USA stark och svarta arbetade för att få ett slut på rasdiskrimineringen. West upplevde att hon inte själv kunde delta i protesterna och visa sitt stöd på grund av sin anställning i offentlig sektor. I en senare intervju har hon berättat att hennes sätt att stödja rörelsen istället blev att arbeta ännu hårdare för att genom sin blotta existens statuera ett gott exempel.
Från mitten av 1970-talet och in på 1980-talet skapade West allt mer exakta beräkningar för att modellera jorden genom att programmera en IBM-dator.
Efter 42 år på Naval Support Facility Dahlgren gick West i pension 1998.

## Eftermäle
Som många andra tidiga kvinnliga programmerare så har hennes insatser inom dator- och teknikhistoria inte uppmärksammas förrän långt senare. 
I samband med att West lämnade in en biografi till en kvinnoförening hon är med i nämnde hon kort att hon var del av det team som utvecklade GPS-tekniken under 1950- och 60-talet. En av de andra medlemmarna i föreningen häpnade över detta faktum och beslutade sig för att få ut Gladys West historia till allmänheten. 
År 2018 valdes Gladys West in i det amerikanska flygvapnets Hall of Fame.